# Блато (Млєт)
42°46′ пн. ш. 17°29′ сх. д. / 42.76° пн. ш. 17.48° сх. д.
Блато (хорв. Blato) — населений пункт у Хорватії, у Дубровницько-Неретванській жупанії у складі громади Млєт.

## Населення
Населення за даними перепису 2011 року становило 39 осіб.
Динаміка чисельності населення поселення: